# Walter Kaufmann (Physiker)

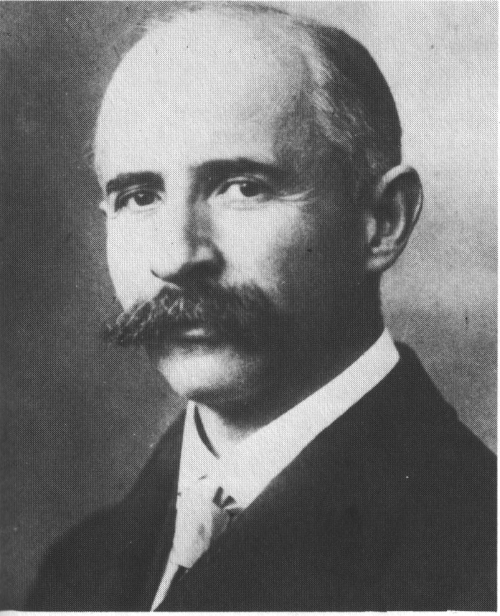
Walter Kaufmann

Walter Kaufmann (* 5. Juni 1871 in Elberfeld (heute Stadtteil von Wuppertal); † 1. Januar 1947 in Freiburg im Breisgau) war ein deutscher Physiker. Mit dem erstmaligen experimentellen Nachweis der Zunahme der trägen Masse des Elektrons mit wachsender Geschwindigkeit leistete Kaufmann einen wichtigen Beitrag zur Vorbereitung der modernen Relativitätstheorie.

## Leben
Walter Kaufmann, der einer jüdischen Familie entstammte, aber getauft war, war Sohn des Bankiers Albert Kaufmann († 1899) und der Bertha Samuel († 1900). Er besuchte das städtische Gymnasium in Elberfeld bis zur Ober-Tertia. Nach dem Umzug der Familie nach Berlin 1884 ging er auf das Königliche Wilhelms-Gymnasium, an dem er zu Ostern 1890 die Reifeprüfung ablegte. Es folgte eine halbjährige praktische Ausbildung in einer staatlichen Eisenbahnwerkstätte. Ab 1890/91 studierte er Maschinenbau an den Technischen Hochschulen Berlin und München, seit 1892 Physik an den Universitäten Berlin und München; 1894 wurde er in München promoviert (Dissertation: Über die Bewegung geschlagener Saiten, dabei untersuchte er den Anschlagvorgang von Klavierhämmern). Ab 1896 arbeitete er als Assistent an den Physikalischen Instituten der Universitäten Berlin und ab 1899 in Göttingen. Kaufmann habilitierte sich 1899 in Göttingen (Habilitationsschrift: Die diffuse Streuung der Kathodenstrahlen in verschiedenen Gasen) und wurde 1902 außerordentlicher Professor der Physik an der Rheinischen Friedrich-Wilhelms-Universität in Bonn. 1904/05 leistete er seinen Militärdienst und war kurze Zeit praktisch in der Elektrotechnik tätig. Nach einer erneuten Tätigkeit am Berliner Physikalischen Institut folgte er 1907 einem Ruf als ordentlicher Professor für Experimentalphysik und Leiter des Physikalischen Instituts an die Albertina in Königsberg. Im Amtsjahr 1922/23 war Kaufmann Rektor der Universität Königsberg. 1935 wurde er aufgrund seiner jüdischen Herkunft vorzeitig in den Ruhestand versetzt. Nach dem Zweiten Weltkrieg lehrte er als Gastprofessor an der Universität Freiburg/Breisgau.

## Familie
Walter Kaufmann war zweimal verheiratet. Er heiratete 1900 Frieda Kuttner (1879–1928). Aus dieser Ehe gingen drei Söhne und zwei Töchter hervor, darunter der Geologe und Paläontologe Rudolf Kaufmann (* 1909), der in Litauen erschossen wurde, wahrscheinlich im Sommer 1941.
1932 heiratete Walter Kaufmann Else Bath. Mit ihr hatte er einen Sohn. Ein zweiter Sohn verhungerte im KZ Theresienstadt.

## Experimente zur relativistischen Masse
Erste Bestimmungen des Verhältnisses {\displaystyle {\tfrac {e}{m}}} (spezifische Ladung) führte er 1897 aus, wobei er kurz davor stand, das Elektron als Teilchen experimentell nachzuweisen, doch interpretierte er die Ergebnisse als nicht ausreichend, um zu entscheiden ob es sich tatsächlich um Teilchen oder doch um Wellen handelt. Im selben Jahr konnte Joseph John Thomson mittels eigener Experimente das Elektron als Teilchen etablieren, und somit gilt Thomson als Entdecker des Elektrons.
Angeregt durch theoretische Vorhersagen von Joseph John Thomson (1881), George Frederick Charles Searle (1897), und Hendrik Antoon Lorentz (1900) über die Massenzunahme beschleunigter elektrischer Ladungen, führte Kaufmann 1901 ein Experiment durch, worin er erstmals die Geschwindigkeitsabhängigkeit der trägen, elektromagnetischen Masse des Elektrons nachwies. Max Abraham (1902) erkannte allerdings bei seinem Versuch, die Experimente von Kaufmann theoretisch zu untermauern, dass die Formel von Searle nur für Beschleunigungen in Bewegungsrichtung, und nicht senkrecht dazu wie bei Kaufmanns Experimenten, gültig war. Er führte daher (wie vor ihm bereits Lorentz 1899), neben der longitudinalen auch eine transversale Masse ein. In den Arbeiten von 1902–1903 wurde dieser Umstand von Kaufmann nun ebenfalls berücksichtigt. Darüber hinaus wurden Kaufmanns Versuche so gedeutet, dass ausschließlich eine „scheinbare“ elektromagnetische Masse, und keine „wirkliche“ mechanische Masse existiert. Allerdings waren seine Messungen noch nicht genau genug, um zwischen den Vorhersagen zur transversalen Masse in der Lorentzschen Äthertheorie und der Theorie von Abraham zu unterscheiden.
Ende 1905 führte er noch genauere Experimente durch. Hier findet sich auch erstmals in der Literatur eine Auseinandersetzung mit der kurz zuvor erschienenen Speziellen Relativitätstheorie Albert Einsteins. Obwohl von völlig unterschiedlichen Voraussetzungen ausgehend und auch logisch befriedigender aufgebaut, sei sie „beobachtungsäquivalent“ zu der Theorie von Lorentz, weswegen Kaufmann vom Relativitätsprinzip als von der „Lorentz-Einsteinschen“ Grundauffassung spricht. Seine Ergebnisse sprachen nun seiner Meinung nach für die Theorie Abrahams und stellten eine Widerlegung des Relativitätsprinzips dar. Für einige Jahre war das ein schweres Gegenargument für die Theorien von Lorentz und Einstein, obgleich Adolf Bestelmeyer bereits 1906 die Ergebnisse in Frage stellte.
Alfred Bucherer (1908), Neumann (1914) und andere kamen jedoch zu Ergebnissen, welche ihrer Ansicht nach besser zu der „Lorentz-Einstein“-Theorie passten. Jedoch später (1938) wurde festgestellt, dass die Kaufmann-Bucherer-Neumann Experimente zwar allgemein die Geschwindigkeitsabhängigkeit der Masse bestätigten, jedoch nicht genau genug waren, um das Lorentz-Einsteinsche Massenkonzept vom Abrahamschen zu unterscheiden. Das ist mit dieser Art von Experimenten erst 1940 gelungen. (Allerdings bestand diese Problematik nur für diese Art von Experimenten. Bei Untersuchungen der Feinstruktur der Wasserstofflinien konnte schon 1917 eine sehr viel genauere Bestätigung der Lorentz-Einsteinschen Formel, und somit die Widerlegung der Abrahamschen Theorie, erbracht werden.)
Kaufmann baute die erste rotierende Hochdruckvakuumpumpe. Er befasste sich mit Röntgen- und Höhenstrahlung, Rundfunk und dem Hall-Effekt.

## Schriften (Auswahl)
- KW. Kaufmann: Die Entwicklung des Elektronenbegriffs. In: Physikalische Zeitschrift. 3. Jahrgang, Nr. 1, 1901, S. 9–15. (auch Verhandlungen Deutscher Naturforscher und Ärzte, Band 73, 1901)
- W. Kaufmann: Die magnetische und elektrische Ablenkbarkeit der Bequerelstrahlen und die scheinbare Masse der Elektronen. In: Göttinger Nachrichten. Nr. 2, 1901, S. 143–168.
- W. Kaufmann: Über die elektromagnetische Masse des Elektrons. In: Göttinger Nachrichten. Nr. 5, 1902, S. 291–296 (digizeitschriften.de).
- W. Kaufmann: Die elektromagnetische Masse des Elektrons. In: Physikalische Zeitschrift. 4. Jahrgang, 1b, 1902, S. 54–56.
- W. Kaufmann: Über die „Elektromagnetische Masse“ der Elektronen. In: Göttinger Nachrichten. Nr. 3, 1903, S. 90–103 (archive.org).
- W. Kaufmann: Über die Konstitution des Elektrons. In: Sitzungsberichte der Königlich Preussischen Akademie der Wissenschaften. Nr. 45, 1905, S. 949–956.
- Kaufmann: Die rotierende Quecksilberpumpe, Zeitschrift für Instrumentenkunde, Band 25, 1905
- W. Kaufmann: Über die Konstitution des Elektrons. In: Annalen der Physik. 324. Jahrgang, Nr. 3, 1906, S. 487–553.
- W. Kaufmann: Über die Konstitution des Elektrons (Nachtrag). In: Annalen der Physik. 325. Jahrgang, Nr. 8, 1906, S. 639–640.
- Magnetismus und Elektrizität. In: Müller-Pouillet: Lehrbuch der Physik. 1909.